# Hospital Pulido Valente
O Hospital Pulido Valente (HPV) é um hospital que integra desde 2007 o Centro Hospitalar Lisboa Norte EPE (CHLN) que por sua vez pertence ao Serviço Nacional de Saúde (SNS).

## História
Em 1909 a Rainha D. Amélia manda edificar o então denominado Hospital de Repouso de Lisboa, que fica concluído no ano seguinte, dedicado primariamente ao combate à Tuberculose. Com a implantação da República Portuguesa em 1910 foi deliberado rebaptizar a Unidade de Saúde Pública que passou a designar-se Sanatório Popular de Lisboa. Em homenagem à memória do Rei D. Carlos I assassinado em 1 de Fevereiro de 1908, o hospital foi renomeado para Sanatório de D. Carlos I, designação que manteve até 1975. 
Em 1975 o Sanatório é novamente rebaptizado em homenagem ao Professor Doutor Francisco Pulido Valente, eminente figura da Medicina Portuguesa que na primeira metade do século XX marcou e revolucionou a Medicina Interna.